# براوشین
براوشین (به انگلیسی: Broughshane) یک روستا در بریتانیا است. براوشین ۲٬۸۵۱ نفر جمعیت دارد.